# Arsenał Miejski w Krakowie
Arsenał Miejski – zabytkowy budynek przeznaczony do przechowywania broni oraz prochu, położony przy ulicy Pijarskiej na Starym Mieście w Krakowie. Pod koniec XIX wieku przeznaczony na Muzeum Książąt Czartoryskich.

## Historia
Arsenał został wybudowany w latach 1565–1566 przez budowniczego miejskiego Gabriela Słońskiego i był drugim arsenałem w Krakowie, po wzniesionym kilkadziesiąt lat wcześniej przy Bramie Grodzkiej Arsenale Królewskim.
Był to pierwotnie budynek parterowy wykonany z łamanego piaskowca, stojący przy murach obronnych pomiędzy basztami Stolarzy i Cieśli, niedaleko Barbakanu. W kolebkowo sklepionej sali przechowywano strzelby i działa. Beczki prochu dla bezpieczeństwa trzymano w podziemnym magazynie. W roku 1626 arsenał otrzymał nowe sklepienie oraz został przykryty łamanym dachem krakowskim.
Arsenał na początku XIX wieku ocalał przed rozbiórką, która dotknęła większość murów obronnych dzięki interwencji senatora Feliksa Radwańskiego. W latach 1854–1861 został przebudowany przez Antoniego Stacherskiego. Nadbudowano piętro z przeznaczeniem na magazyn i koszary, a budynek otrzymał kształt włoskiego, wczesnorenesansowego zameczku. W 1874 r. gmina ofiarowała budynek razem z basztami Stolarską i Ciesielską na cele muzealne księciu Władysławowi Czartoryskiemu. Zostały zakupione również sąsiednie kamienice i część dawnego klasztoru oo. Pijarów. Po adaptacji budynków, opracowanej przez Maurycego Ouradou powstał zespół architektoniczny, składający się z pałacu, tzw. klasztorka i arsenału, połączonych ze sobą pomostami.
W roku 1876 został poświęcony i otwarty Klasztorek. Data uważana jest za otwierającą nowy okres w historii muzeum, zwanego Muzeum Książąt Czartoryskich. Przez długi czas w Arsenale mieściła się Biblioteka Czartoryskich, od 1961 r. księgozbiór znajduje się w kamienicy przy ul. św. Marka 17 w Krakowie. W latach 1965–1975 Arsenał został przebudowany według projektu S. Świszczowskiego. Dach czterospadowy zastąpiony został dachem płaskim ze świetlikami.
18 stycznia 1932 budynek został wpisany do rejestru zabytków. Znajduje się także w gminnej ewidencji zabytków.

## Galeria sztuki starożytnej
W Arsenale Miejskim utworzono Galerię sztuki starożytnej z wejściem do sali wystawowej prowadzącym poprzez Basztę Stolarską. Na piętrze znalazły się zabytki kultury greckiej, egipskiej, etruskiej oraz rzymskiej. Zgromadzono obiekty pochodzące z okresu od III tysiąclecia p.n.e. do IV wieku n.e. a wśród nich m.in. sarkofagi egipskie wraz z mumią, grobowce etruskie oraz liczne rzeźby.